# Kirche Dannenwalde

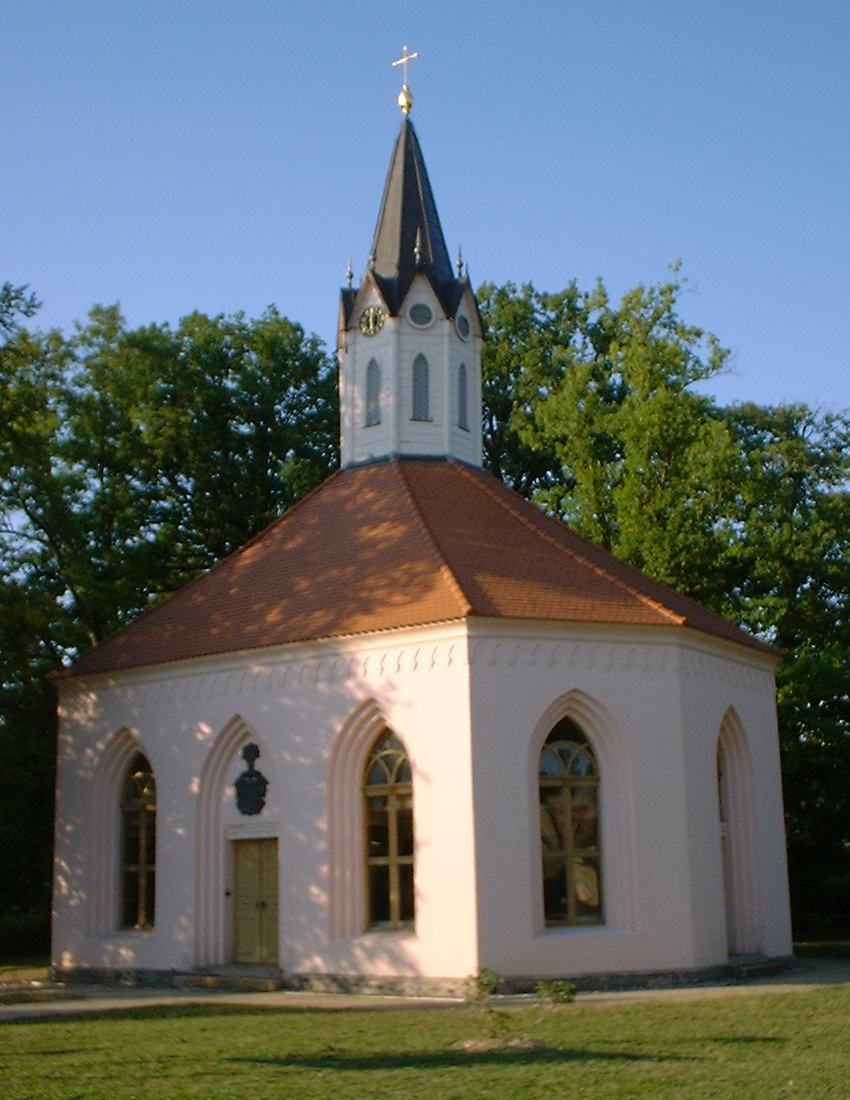
Patronatskirche Dannenwalde

Die evangelische, denkmalgeschützte Kirche Dannenwalde steht in Dannenwalde, einem Ortsteil der Stadt Gransee im brandenburgischen Landkreis Oberhavel in Brandenburg. Der als Patronatskirche zum Herrenhaus Dannenwalde errichtete neogotische Sakralbau gehört zur Kirchengemeinde Gransee im Kirchenkreis Oberes Havelland der Evangelischen Kirche Berlin-Brandenburg-schlesische Oberlausitz (EKBO).

## Geschichte
Der Gutsherr, Vize-Landmarschall und Commendator des Johanniterordens Ferdinand von Waldow (1765–1830) stellte am 25. Mai 1818 förmlichen Antrag beim Mecklenburg-Strelitzer Großherzog Georg zum Neubau einer Kirche in Dannenwalde. Der mittelalterliche Vorgängerbau war eingestürzt. Von Waldow wollte die Kirche unter der Bedingung wieder aufbauen lassen, dass dafür der Platz außerhalb des bisherigen Kirchhofes im Park seines Herrenhauses gewählt wird. Der zuständige Pastor Carl Ludwig Sponholz (1758–1823) aus Tornow stellte seinerseits nach der Genehmigung durch den Großherzog Forderungen an den Bauherrn bezüglich des Neubaus. Dazu zählte unter anderem ein Lärm- und Sichtschutz hin zur angrenzenden Landstraße, um einen ungestörten Gottesdienst zu gewährleisten. Im Oktober 1818 erteilt das Konsistorium der Landeskirche die Zustimmung zum Bau einer „kleinen Kapelle“. Im Frühjahr 1819 erfolgte die Grundsteinlegung. Im Frühjahr 1821 wurde die Kirche eingeweiht. 
Am Portal des Eingangs befindet sich ein vierteiliges Allianzwappen, zweifach, diagonal ausgeführt, obere Reihe links beginnend mit dem achteckigen Kreuz des Johanniterordens, rechts das Wappen der Waldow. Mehrere Familienmitglieder der von Waldow-Dannenwalde, Nachfahren des Bauherrn, waren Ritter des Johanniterordens, Ehrenritter oder Rechtsritter; so u. a. Ferdinand von Waldow 1862, wie auch später der Johanniter-Ehrenkommendator Wilhelm von Waldow.
Die Kirche wurde bis 1975 für Gottesdienste genutzt. Dann verfiel der Bau, wurde geplündert und dank des Kirchenältesten vor der Zerstörung bewahrt. 1994 entstand der Dannenwalder Förderkreis Kultur und Kirche am Weg e.V. Die Restaurierung der Bauhülle erfolgte 1998 mit Unterstützung der Familie von Waldow, mit Hilfe von Fördermitteln des Landes, der Landeskirche und der Deutschen Stiftung Denkmalschutz. Der Innenraum wurde lediglich saniert. Heute finden in der Kirche in den Sommermonaten Ausstellungen, Konzerte, Lesungen und Gottesdienste statt.
Die „Kirche am Weg“ dient Radwanderern als Einkehrmöglichkeit, die den Ort auf dem Radweg Berlin–Kopenhagen passieren.

## Architektur

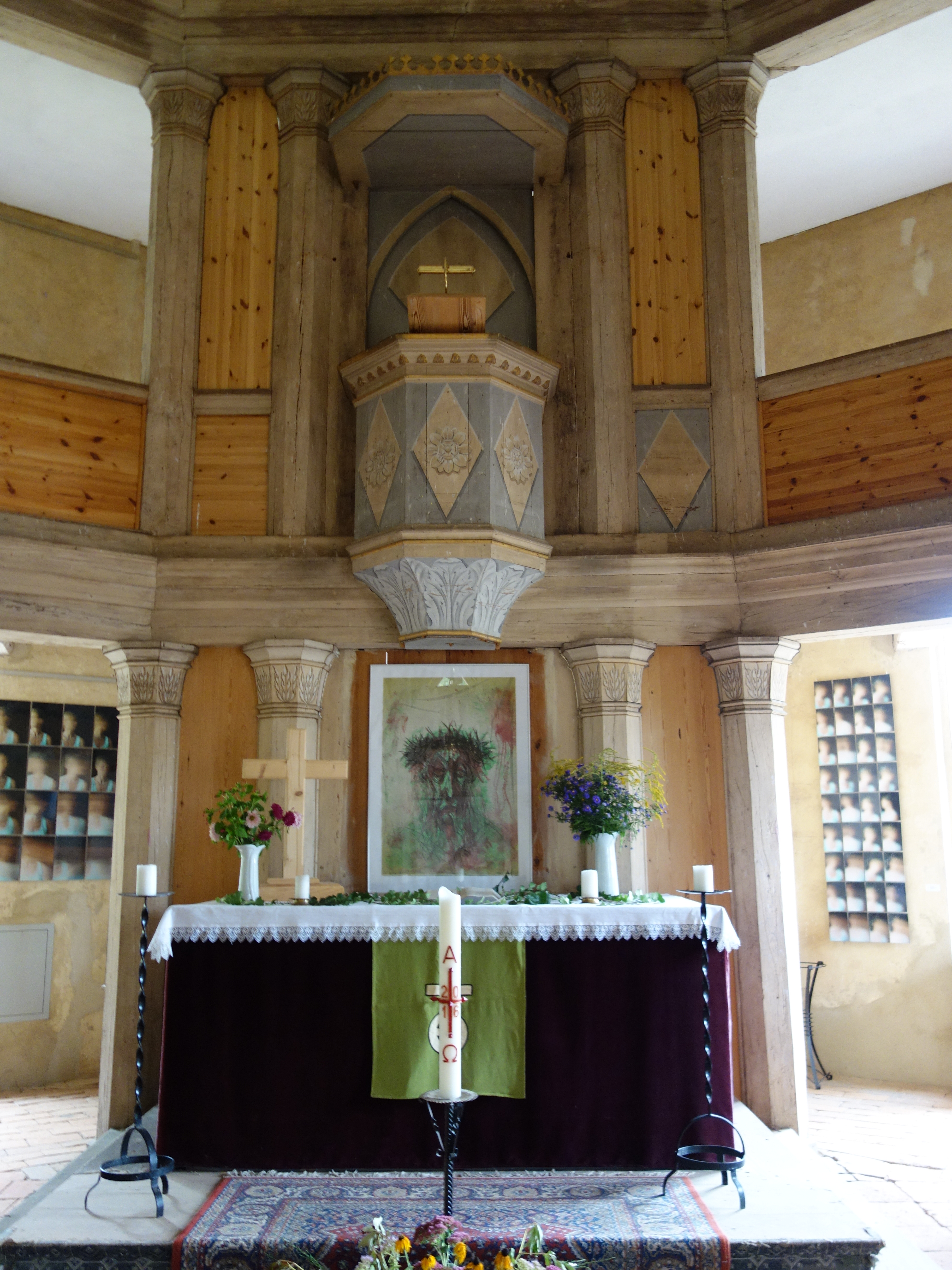
Kanzel der Kirche

Mit der Bauausführung wurde der Zehdenicker Bauinspektor Friedrich Wilhelm Ferdinand Hermann (1783–1842) beauftragt, der sein Handwerk um 1800 bei David Gilly und Friedrich Schinkel in Berlin erlernte. Schinkel soll die finale Bauzeichnung korrigiert haben. Für die Gestaltung maßgeblich hielt von Waldow, dass sich die Kapelle in das Gesamtensemble der Gutsanlage einpassen sollte. 1810 ließ er das Schloss im Empirestil um- und ausbauen. Das bis dahin die Aussicht begrenzende Torhaus wurde beseitigt und die Schlossanlage zum Dorf hin geöffnet. Die Kirche sollte den Schlussstein der Neugestaltung bilden.
Das Zeltdach des achteckigen Baus wird von einem schlanken Glockenturm überragt. Es gibt eine Reihe neugotischer Elemente: Drei spitzbogige Portale und gleich große, ebenso geformte Fenster mit tief gestaffeltem Gewände. Ein umlaufender Spitzbogenfries unter dem Traufgesims bildet den Abschluss der Wände. Das Innere ist in schlichtem Empirestil gehalten, überspannt von einem Muldengewölbe. Der Raum wird von einer umlaufenden Empore gegliedert.